# پریبویسکه چلیتسه
پریبویسکه چلیتسه (به صربی: Pribojske Čelice) یک منطقهٔ مسکونی در صربستان است که در پریبوی واقع شده‌است. پریبویسکه چلیتسه ۱۴۲ نفر جمعیت دارد.